# Miroslav Zelinka (fotbalista)
Miroslav Zelinka (* 7. srpna 1940) je bývalý český fotbalista, obránce.

## Fotbalová kariéra
V československé lize hrál za Spartak Hradec Králové, nastoupil ve 36 utkáních, gól nedal. Debutoval 17. srpna 1963 na hřišti Slovanu Bratislava (prohra 0:1), naposled hrál taktéž proti Slovanu v domácím utkání 18. září 1966 (remíza 0:0). Do Hradce přišel v roce 1963 z Železáren Prostějov a odešel v lednu 1967 do Spartaku ZJŠ Brno.

## Ligová bilance
| Ročník                                           | Zápasy | Góly | Klub                   |
| ------------------------------------------------ | ------ | ---- | ---------------------- |
| 1. československá fotbalová liga 1963/64         | 18     | 0    | Spartak Hradec Králové |
| 2. československá fotbalová liga 1964/65 – sk. B | 24     | 0    | Spartak Hradec Králové |
| 1. československá fotbalová liga 1965/66         | 14     | 0    | Spartak Hradec Králové |
| 1. československá fotbalová liga 1966/67         | 4      | 0    | Spartak Hradec Králové |
| 2. československá fotbalová liga 1967/68 – sk. B | -      | 0    | Spartak ZJŠ Brno       |
| 2. československá fotbalová liga 1968/69 – sk. B | -      | 0    | Zbrojovka Brno         |
| CELKEM 1. LIGA                                   | 36     | 0    |                        |